# Чинш
Чинш (через пол. czynsz від нім. Zins — «податок»; сходить до лат. census — «податковий перепис майна»; староцерк.-слов. киньсъ) — у середньовічній Європі регулярний податок натурою чи грошима, який платила державі або сеньйору (власнику землі) категорія вільного населення (селяни, міщани), позбавлена власності, за право безстрокового спадкового користування землею.
Фіксована плата в грошовій або натуральній формі за користування земельним наділом.
На українських землях селяни сплачували чинш з XIV століття. Як правило, розмір чиншу визначався звичаєвим правом або постановами уряду (чиншове право). Несплата чиншу призводила до передачі землі іншій особі.